# Martin Denny
Martin Denny (New York, 5 aprile 1911 – Hawaii Kai, 2 marzo 2005) è stato un pianista e compositore statunitense.
Denny viene principalmente ricordato per aver inventato l'exotica: stile musicale strumentale che combina fra loro lounge, jazz leggero e riferimenti a varie musiche provenienti da più parti del mondo quali quella hawaiana, quella latinoamericana e quella polinesiana.

## Biografia
Nato a New York, Denny militò nell'esercito statunitense durante la Seconda guerra mondiale prima di intraprendere la carriera musicale negli anni cinquanta durante la sua permanenza nelle isole Hawaii. I suoi primi successi giunsero con l'album Exotica (1957), che diede il nome all'omonimo stile e Quiet Village, singolo composto da Les Baxter che raggiunse le vette delle classifiche di Billboard e che viene ricordato per essere stato il suo unico brano di grande successo. Sempre grazie a Quiet Village, l'artista divenne uno dei nomi più rinomati della Liberty Records nonché l'esponente di punta del genere exotica. Il compositore avrebbe ottenuto nel mentre altri successi degni di nota con album quali Primitiva (1958) e Romantica (1961) e singoli quali A Taste of Honey (1958) e The Enchanted Sea (1959) prima di subire un sensibile calo di notorietà  negli anni sessanta a causa dell'ascesa del rock 'n' roll. Dopo aver inciso molte altre pubblicazioni nei decenni seguenti, Denny si ritirò dalle scene musicali nel 1985 riprendendo però l'attività tre anni più tardi. Negli anni novanta, periodo in cui avvenne un revival della musica lounge e dello space age pop, vennero ristampate diverse pubblicazioni dell'artista. Nel 1999 è stato premiato con il Lifetime Achievement Award da parte della Hawaii Musicians Association. È morto il 2 marzo 2005 all'età di 93 anni.

## Discografia parziale
- 1957 - Exotica
- 1957 - Exotica Volume II
- 1958 - Primitiva
- 1958 - Forbidden Island
- 1959 - Hypnotique
- 1959 - Afro-Desia
- 1959 - The Enchanted Sea
- 1959 - Exotica Volume III
- 1959 - Quiet Village - The Exotic Sounds of Martin Denny
- 1960 - Exotic Sounds From the Silver Screen
- 1960 - Exotic Sounds Visit Broadway
- 1961 - Romantica
- 1961 - Exotic Percussion - The Exotic Sounds of Martin Denny
- 1961 - The Best of Martin Denny
- 1962 - In Person
- 1962 - Exotica Suite
- 1962 - A Taste of Honey
- 1963 - Another Taste of Honey!
- 1963 - The Versatile Martin Denny
- 1964 - Latin Village
- 1964 - Hawaii Tattoo
- 1964 - A Taste of Hits
- 1965 - 20 Golden Hawaiian Hits
- 1965 - Spanish Village
- 1966 - Martin Denny!
- 1966 - Golden Greats
- 1966 - Exotica Today
- 1966 - Hawaii Goes À Go-Go!
- 1967 - Hawaii
- 1967 - Exotica Classica (For Those in Love)
- 1968 - Exotic Love
- 1968 - A Taste of India
- 1969 - Exotic Moog
- 1980 - From Maui With Love - The Piano Artistry of Martin Denny
- 1982 - The Enchanted Isle
- 1990 - Exotica '90